# Camellia quinquebracteata
Camellia quinquebracteata là một loài thực vật có hoa trong họ Theaceae. Loài này được H.T.Chang & C.X.Ye mô tả khoa học đầu tiên năm 1987.